# Lemen voeten
Lemen Voeten (Engels: Feet of Clay) is het 19e boek uit de Schijfwereld-serie (Discworld), geschreven door Terry Pratchett. Het boek is voor het eerst verschenen in 1996.

## Samenvatting
Dit deel uit de schijfwereld-serie is een (parodie op het) detectiveverhaal. Het boek speelt zich af rond de stadswacht in Ankh-Meurbork, waar commandeur Douwe Flinx (Samuel Vimes) inmiddels getrouwd is met de adellijke freule Sibilla Ramkin. Kapitein Biet (Carrot) is nu kapitein van de wacht. Er vindt een aantal  moorden plaats waar Golems de schuld van krijgen. Heer Ottopedi (Lord Vetinari) wordt langzaam vergiftigd. Bobo Bollebos (Nobby) blijkt de laatste afstammeling van een graaf van Ankh. Angoea (Angua), de weerwolvin koestert nog steeds een hopeloze liefde voor Biet. Een dwerg treedt in dienst bij de wacht als forensisch alchemist en blijkt een vrouwtjesdwerg te zijn.
In een ingewikkelde en hilarische plot, die doet denken aan P.G. Wodehouse volgen de verwikkelingen elkaar snel op. Uiteindelijk loopt alles uiteraard goed af. Een vrijgemaakte Golem neemt dienst bij de wacht.